# Artibeus
Genre
Synonymes
- Arctibeus Gray, 1825
- Arctibius Bonaparte, 1847
- Artibacus Saussure, 1860
- Artibaeus Brookes, 1828
- Artibaeus Gervais, 1856
- Artibius Bonaparte, 1847
- Artiboeus Trouessart, 1878
- Artobius Winge, 1892
- Koopmania Owen, 1991
- Medateus Leach, 1821
- Pteroderma Gervais, 1855

Artibeus, l’Artibé, est un genre de chauve souris frugivore de la zone néotropicale, d'Amérique centrale et du Sud.

## Description
Les artibés présentent un crâne de 5 à 10 cm de longueur et un poids de 10 à 85 g. Son poil est marron ou gris en surface, plus clair dans l'épaisseur. On peut voir chez certaines espèces quatre rayures claires. L'uropatagium, c'est-à-dire l'aile membranaire tendue entre les doigts, est très petite, et toutes les Artibeus sont dépourvues de queue. Les oreilles sont pointues. Comme chez plusieurs espèces de Phyllostomidae, le nez comporte une petite membrane pointue, servant à l'écholocation des ultrasons émis par l'animal.

## Répartition
Les artibés existent du nord du Mexique et des îles Bahamas jusqu'au nord de l'Argentine, en incluant les Antilles. Leur habitat est varié : on les trouve aussi bien dans les forêts que dans les prairies.

## Histoire naturelle
Comme la plupart des chauves-souris, les artibés sont des animaux nocturnes. Pour dormir, elles font retraite dans des cavernes, des maisons, ou des anfractuosités. Certaines espèces replient des feuilles en forme de tente, pour se protéger le jour des intempéries et se cacher de leurs prédateurs. La plupart des espèces vivent en colonies importantes. L'espèce la mieux connue, Artibeus jamaicensis, vit en harems avec trois à quatorze femelles pour un mâle, qui élèvent leur progéniture en communauté.
La nourriture de ces chauve-souris consiste principalement de fruits, mais consomme également du pollen et des insectes.
La reproduction est mal connue chez plusieurs espèces. Pour A. jamaicensis la gestation dure ordinairement de 112 à 120 jours, mais elle peut durer jusqu'à 180 jours par suite d'une gestation différée. En règle générale, il n'y a qu'un seul petit par portée, qui est sevré au bout de deux mois et atteint sa maturité sexuelle après huit à douze mois. En captivité, ces animaux peuvent vivre plus de dix ans.
Trois des 18 espèces, à savoir A. fraterculus, A. hirsutus et A. inopinatus, sont en danger selon l'UICN (vulnerable).

## Classification

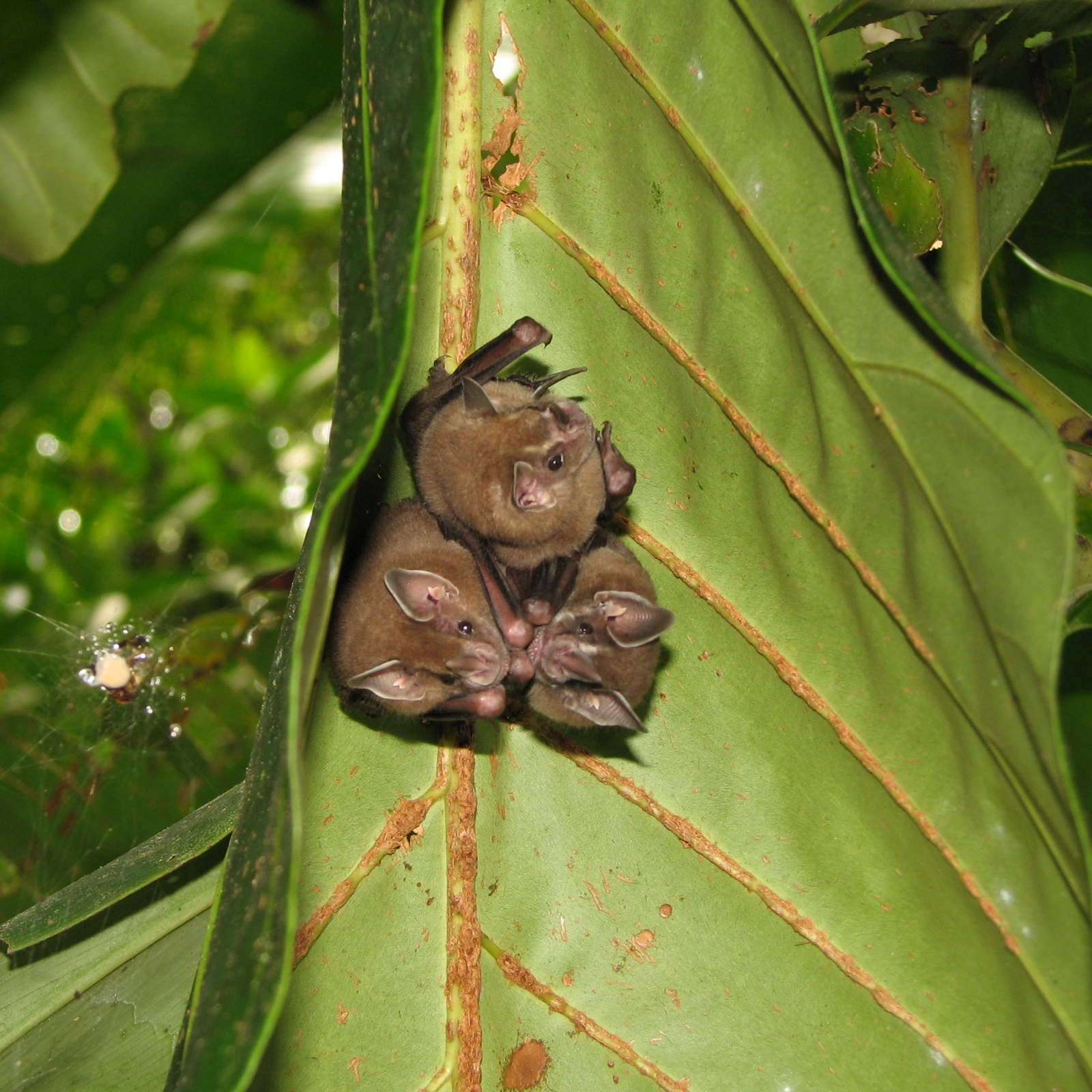
Artibeus sp. durant la journée, dormant sous une feuille.

Le genre Artibeus est généralement divisé en trois sous-genres (Artibeus, Koopmania et Dermanura). Plusieurs classifications font de ces sous-genres des genres à part entière, et Enchisthenes hartii (en) est parfois rattaché à ce genre.
Wilson & Reeder (2005) ont dénombré les 18 espèces suivantes :
- Artibeus amplus (en) Handley, 1987
- Artibeus anderseni (en) Osgood, 1916
- Artibeus aztecus (en) K. Andersen, 1906
- Artibeus cinereus (en) (Gervais, 1856)
- Artibeus concolor (en) Peters, 1865
- Artibeus fimbriatus (en) Gray, 1838
- Artibeus fraterculus (en) Anthony, 1924
- Artibeus glaucus (en) Thomas, 1893
- Artibeus hartii (en) Thomas, 1892
- Artibeus hirsutus (en) K. Andersen, 1906
- Artibeus inopinatus (en) Davis et Carter, 1964
- Artibeus jamaicensis Leach, 1821 - le fer de lance commun
- Artibeus lituratus (en) (Olfers, 1818)
- Artibeus obscurus (en) Schinz, 1821
- Artibeus phaeotis (en) (Miller, 1902)
- Artibeus planirostris (en) (Spix, 1823)
- Artibeus toltecus (en) (Saussure, 1860)